# European Challenge Cup 2007/08
Der European Challenge Cup 2007/08 war die zwölfte Ausgabe des European Challenge Cup, des zweitrangigen europäischen Pokalwettbewerbs im Rugby Union. Es waren 20 Mannschaften beteiligt. Der Wettbewerb begann am 8. November 2007, das Finale fand am 25. Mai 2008 im Kingsholm Stadium in Gloucester statt. Den Titel gewann das englische Team Bath Rugby.

## Modus
Alle Mannschaften der englischen Guinness Premiership, der französischen Top 14 und  der internationalen Magners League, die sich nicht für den Heineken Cup qualifiziert hatten, nahmen am European Challenge Cup teil. Hinzu kamen vier Mannschaften aus der italienischen Super 10 sowie je ein Vertreter Rumäniens und Spaniens.
In der Gruppenphase waren die 20 Teams in fünf Gruppen mit je vier Mannschaften eingeteilt. Die Setzreihenfolge basierte auf der Platzierung in der gesamteuropäischen Clubrangliste. Jede Mannschaft spielte je ein Heim- und ein Auswärtsspiel gegen die drei Gruppengegner. In der Gruppenphase erhielten die Mannschaften:
- vier Punkte für einen Sieg
- zwei Punkte für ein Unentschieden
- einen Bonuspunkt bei vier oder mehr Versuchen
- einen Bonuspunkt bei einer Niederlage mit sieben oder weniger Punkten Differenz

Für das Viertelfinale qualifizierten sich die fünf Gruppensieger und die drei besten Gruppenzweiten. Das Heimspielrecht im Viertelfinale hatten jene vier Mannschaften, die in der Gruppenphase erfolgreicher waren.

## Gruppenphase

### Gruppe 1
|    | Team        | Spiele | Siege | Unent. | Ndlg. | Spiel- punkte | Diff. | Bonus- punkte | Tabellen- punkte |
| -- | ----------- | ------ | ----- | ------ | ----- | ------------- | ----- | ------------- | ---------------- |
| 1. | Bath Rugby  | 6      | 6     | 0      | 0     | 203:65        | + 138 | 5             | 29               |
| 2. | FC Auch     | 6      | 3     | 0      | 3     | 109:147       | − 38  | 2             | 14               |
| 3. | SC Albi     | 6      | 2     | 0      | 4     | 130:177       | − 47  | 3             | 11               |
| 4. | Rugby Parma | 6      | 1     | 0      | 5     | 104:157       | − 53  | 3             | 7                |

| 10. November 2007 15:00 MEZ | Rugby Parma | 23 : 28 | SC Albi | Stadio Sergio Lanfranchi, Parma Zuschauer: 4.000 |
| 10. November 2007 15:00 MEZ | Bericht     |         |         | Stadio Sergio Lanfranchi, Parma Zuschauer: 4.000 |

| 10. November 2007 20:45 MEZ | FC Auch | 6 : 28 | Bath Rugby | Stade Patrice-Brocas, Auch Zuschauer: 3.562 |
| 10. November 2007 20:45 MEZ | Bericht |        |            | Stade Patrice-Brocas, Auch Zuschauer: 3.562 |

| 17. November 2007 14:15 WEZ | Bath Rugby | 28 : 0 | Rugby Parma | Recreation Ground, Bath Zuschauer: 10.025 |
| 17. November 2007 14:15 WEZ | Bericht    |        |             | Recreation Ground, Bath Zuschauer: 10.025 |

| 17. November 2007 19:30 MEZ | SC Albi | 30 : 31 | FC Auch | Stadium Municipal, Albi Zuschauer: 4.767 |
| 17. November 2007 19:30 MEZ | Bericht |         |         | Stadium Municipal, Albi Zuschauer: 4.767 |

| 7. Dezember 2007 19:00 MEZ | SC Albi | 18 : 26 | Bath Rugby | Stadium Municipal, Albi Zuschauer: 4.000 |
| 7. Dezember 2007 19:00 MEZ | Bericht |         |            | Stadium Municipal, Albi Zuschauer: 4.000 |

| 8. Dezember 2007 15:00 MEZ | Rugby Parma | 25 : 20 | FC Auch | Stadio Sergio Lanfranchi Zuschauer: 530 |
| 8. Dezember 2007 15:00 MEZ | Bericht     |         |         | Stadio Sergio Lanfranchi Zuschauer: 530 |

| 15. Dezember 2007 14:15 WEZ | Bath Rugby | 59 : 15 | SC Albi | Recreation Ground, Bath Zuschauer: 9.282 |
| 15. Dezember 2007 14:15 WEZ | Bericht    |         |         | Recreation Ground, Bath Zuschauer: 9.282 |

| 15. Dezember 2007 18:30 MEZ | FC Auch | 24 : 20 | Rugby Parma | Stade Patrice-Brocas, Auch Zuschauer: 1.500 |
| 15. Dezember 2007 18:30 MEZ | Bericht |         |             | Stade Patrice-Brocas, Auch Zuschauer: 1.500 |

| 12. Januar 2008 15:00 MEZ | Rugby Parma | 13 : 31 | Bath Rugby | Stadio Sergio Lanfranchi, Parma Zuschauer: 1.000 |
| 12. Januar 2008 15:00 MEZ | Bericht     |         |            | Stadio Sergio Lanfranchi, Parma Zuschauer: 1.000 |

| 12. Januar 2008 17:30 WEZ | FC Auch | 78 : 5 | SC Albi | Stade Patrice-Brocas, Auch Zuschauer: 3.000 |
| 12. Januar 2008 17:30 WEZ | Bericht |        |         | Stade Patrice-Brocas, Auch Zuschauer: 3.000 |

| 19. Januar 2008 14:15 WEZ | Bath Rugby | 31 : 13 | FC Auch | Recreation Ground, Bath Zuschauer: 9.484 |
| 19. Januar 2008 14:15 WEZ | Bericht    |         |         | Recreation Ground, Bath Zuschauer: 9.484 |

| 19. Januar 2008 19:30 MEZ | SC Albi | 26 : 23 | Rugby Parma | Stadium Municipal, Albi Zuschauer: 4.200 |
| 19. Januar 2008 19:30 MEZ | Bericht |         |             | Stadium Municipal, Albi Zuschauer: 4.200 |

### Gruppe 2
|    | Team               | Spiele | Siege | Unent. | Ndlg. | Spiel- punkte | Diff. | Bonus- punkte | Tabellen- punkte |
| -- | ------------------ | ------ | ----- | ------ | ----- | ------------- | ----- | ------------- | ---------------- |
| 1. | Worcester Warriors | 6      | 6     | 0      | 0     | 245:49        | + 196 | 5             | 29               |
| 2. | US Montauban       | 6      | 3     | 0      | 3     | 175:113       | + 62  | 4             | 16               |
| 3. | București Rugby    | 6      | 2     | 1      | 3     | 77:158        | − 81  | 0             | 10               |
| 4. | Gran Parma         | 6      | 0     | 1      | 5     | 82:259        | − 177 | 1             | 3                |

| 9. November 2007 20:45 MEZ | US Montauban | 65 : 6 | Gran Parma | Stade Sapiac, Montauban Zuschauer: 3.000 |
| 9. November 2007 20:45 MEZ | Bericht      |        |            | Stade Sapiac, Montauban Zuschauer: 3.000 |

| 10. November 2007 14:00 OEZ | București Rugby | 8 : 18 | Worcester Warriors | Stadionul Arcul de Triumf, Bukarest Zuschauer: 800 |
| 10. November 2007 14:00 OEZ | Bericht         |        |                    | Stadionul Arcul de Triumf, Bukarest Zuschauer: 800 |

| 17. November 2007 15:00 MEZ | Gran Parma | 23 : 23 | București Rugby | Stadio Sergio Lanfranchi, Parma Zuschauer: 220 |
| 17. November 2007 15:00 MEZ | Bericht    |         |                 | Stadio Sergio Lanfranchi, Parma Zuschauer: 220 |

| 17. November 2007 15:00 WEZ | Worcester Warriors | 41 : 18 | US Montauban | Sixways Stadium, Worcester Zuschauer: 6.876 |
| 17. November 2007 15:00 WEZ | Bericht            |         |              | Sixways Stadium, Worcester Zuschauer: 6.876 |

| 8. Dezember 2007 13:00 OEZ | București Rugby | 19 : 17 | US Montauban | Stadionul Arcul de Triumf, Bukarest Zuschauer: 1.000 |
| 8. Dezember 2007 13:00 OEZ | Bericht         |         |              | Stadionul Arcul de Triumf, Bukarest Zuschauer: 1.000 |

| 8. Dezember 2007 15:00 WEZ | Worcester Warriors | 50 : 0 | Gran Parma | Sixways Stadium, Worcester Zuschauer: 7.169 |
| 8. Dezember 2007 15:00 WEZ | Bericht            |        |            | Sixways Stadium, Worcester Zuschauer: 7.169 |

| 14. Dezember 2007 18:30 MEZ | US Montauban | 34 : 6 | București Rugby | Stade Sapiac, Montauban Zuschauer: 2.500 |
| 14. Dezember 2007 18:30 MEZ | Bericht      |        |                 | Stade Sapiac, Montauban Zuschauer: 2.500 |

| 15. Dezember 2008 15:00 WEZ | Gran Parma | 16 : 66 | Worcester Warriors | Stadio Sergio Lanfranchi, Parma Zuschauer: 520 |
| 15. Dezember 2008 15:00 WEZ | Bericht    |         |                    | Stadio Sergio Lanfranchi, Parma Zuschauer: 520 |

| 11. Januar 2008 18:30 MEZ | US Montauban | 7 : 24 | Worcester Warriors | Stade Sapiac, Montauban Zuschauer: 2.000 |
| 11. Januar 2008 18:30 MEZ | Bericht      |        |                    | Stade Sapiac, Montauban Zuschauer: 2.000 |

| 13. Januar 2008 14:30 OEZ | București Rugby | 21 : 20 | Gran Parma | Stadionul Arcul de Triumf, Bukarest Zuschauer: 250 |
| 13. Januar 2008 14:30 OEZ | Bericht         |         |            | Stadionul Arcul de Triumf, Bukarest Zuschauer: 250 |

| 19. Januar 2008 15:00 MEZ | Gran Parma | 17 : 34 | US Montauban | Stadio Sergio Lanfranchi, Parma Zuschauer: 300 |
| 19. Januar 2008 15:00 MEZ | Bericht    |         |              | Stadio Sergio Lanfranchi, Parma Zuschauer: 300 |

| 19. Januar 2008 15:00 WEZ | Worcester Warriors | 25 : 14 | București Rugby | Sixways Stadium, Worcester Zuschauer: 6.380 |
| 19. Januar 2008 15:00 WEZ | Bericht            |         |                 | Sixways Stadium, Worcester Zuschauer: 6.380 |

### Gruppe 3
|    | Team              | Spiele | Siege | Unent. | Ndlg. | Spiel- punkte | Diff. | Bonus- punkte | Tabellen- punkte |
| -- | ----------------- | ------ | ----- | ------ | ----- | ------------- | ----- | ------------- | ---------------- |
| 1. | Newcastle Falcons | 6      | 5     | 0      | 1     | 264:57        | + 207 | 4             | 24               |
| 2. | CA Brive          | 6      | 4     | 0      | 2     | 179:73        | + 106 | 5             | 20               |
| 3. | Connacht Rugby    | 6      | 3     | 0      | 3     | 172:97        | + 75  | 3             | 15               |
| 4. | CR El Salvador    | 6      | 0     | 0      | 6     | 26:414        | − 388 | 0             | 0                |

| 9. November 2007 19:30 MEZ | CA Brive | 15 : 6 | Connacht Rugby | Stade Amédée-Domenech, Brive-la-Gaillarde Zuschauer: 4.850 |
| 9. November 2007 19:30 MEZ | Bericht  |        |                | Stade Amédée-Domenech, Brive-la-Gaillarde Zuschauer: 4.850 |

| 10. November 2007 16:30 MEZ | CR El Salvador | 10 : 71 | Newcastle Falcons | Campos de Pepe Rojo, Valladolid Zuschauer: 4.000 |
| 10. November 2007 16:30 MEZ | Bericht        |         |                   | Campos de Pepe Rojo, Valladolid Zuschauer: 4.000 |

| 15. November 2007 19:45 WEZ | Newcastle Falcons | 25 : 19 | CA Brive | Kingston Park, Newcastle upon Tyne Zuschauer: 5.140 |
| 15. November 2007 19:45 WEZ | Bericht           |         |          | Kingston Park, Newcastle upon Tyne Zuschauer: 5.140 |

| 16. November 2007 18:30 WEZ | Connacht Rugby | 75 : 8 | CR El Salvador | Galway Sportsgrounds, Galway Zuschauer: 1.943 |
| 16. November 2007 18:30 WEZ | Bericht        |        |                | Galway Sportsgrounds, Galway Zuschauer: 1.943 |

| 7. Dezember 2007 18:30 WEZ | Connacht Rugby | 16 : 13 | Newcastle Falcons | Galway Sportsgrounds, Galway Zuschauer: 2.856 |
| 7. Dezember 2007 18:30 WEZ | Bericht        |         |                   | Galway Sportsgrounds, Galway Zuschauer: 2.856 |

| 9. Dezember 2007 15:00 MEZ | CA Brive | 71 : 0 | CR El Salvador | Stade Amédée-Domenech, Brive-la-Gaillarde Zuschauer: 2.000 |
| 9. Dezember 2007 15:00 MEZ | Bericht  |        |                | Stade Amédée-Domenech, Brive-la-Gaillarde Zuschauer: 2.000 |

| 16. Dezember 2007 12:30 MEZ | CR El Salvador | 8 : 40 | CA Brive | Campos de Pepe Rojo, Valladolid Zuschauer: 3.000 |
| 16. Dezember 2007 12:30 MEZ | Bericht        |        |          | Campos de Pepe Rojo, Valladolid Zuschauer: 3.000 |

| 16. Dezember 2007 15:00 WEZ | Newcastle Falcons | 39 : 0 | Connacht Rugby | Kingston Park, Newcastle upon Tyne Zuschauer: 7.426 |
| 16. Dezember 2007 15:00 WEZ | Bericht           |        |                | Kingston Park, Newcastle upon Tyne Zuschauer: 7.426 |

| 11. Januar 2008 19:00 MEZ | CA Brive | 12 : 19 | Newcastle Falcons | Stade Amédée-Domenech, Brive-la-Gaillarde Zuschauer: 7.500 |
| 11. Januar 2008 19:00 MEZ | Bericht  |         |                   | Stade Amédée-Domenech, Brive-la-Gaillarde Zuschauer: 7.500 |

| 13. Januar 2008 12:30 MEZ | CR El Salvador | 0 : 60 | Connacht Rugby | Campos de Pepe Rojo, Valladolid Zuschauer: 3.500 |
| 13. Januar 2008 12:30 MEZ | Bericht        |        |                | Campos de Pepe Rojo, Valladolid Zuschauer: 3.500 |

| 18. Januar 2008 18:30 WEZ | Connacht Rugby | 15 : 22 | CA Brive | Galway Sportsgrounds, Galway Zuschauer: 3.544 |
| 18. Januar 2008 18:30 WEZ | Bericht        |         |          | Galway Sportsgrounds, Galway Zuschauer: 3.544 |

| 20. Januar 2008 15:00 WEZ | Newcastle Falcons | 97 : 0 | CR El Salvador | Kingston Park, Newcastle upon Tyne Zuschauer: 4.872 |
| 20. Januar 2008 15:00 WEZ | Bericht           |        |                | Kingston Park, Newcastle upon Tyne Zuschauer: 4.872 |

### Gruppe 4
|    | Team                      | Spiele | Siege | Unent. | Ndlg. | Spiel- punkte | Diff. | Bonus- punkte | Tabellen- punkte |
| -- | ------------------------- | ------ | ----- | ------ | ----- | ------------- | ----- | ------------- | ---------------- |
| 1. | Sale Sharks               | 6      | 5     | 1      | 0     | 244:62        | + 182 | 5             | 27               |
| 2. | Montpellier Hérault Rugby | 6      | 4     | 1      | 1     | 114:115       | − 1   | 1             | 19               |
| 3. | Aviron Bayonnais          | 6      | 1     | 0      | 5     | 100:164       | − 64  | 4             | 8                |
| 4. | Petrarca Rugby Padova     | 6      | 1     | 0      | 5     | 73:190        | − 117 | 1             | 5                |

| 8. November 2007 19:45 WEZ | Sale Sharks | 49 : 6 | Montpellier Hérault Rugby | Edgeley Park, Stockport Zuschauer: 6.606 |
| 8. November 2007 19:45 WEZ | Bericht     |        |                           | Edgeley Park, Stockport Zuschauer: 6.606 |

| 9. November 2007 19:30 MEZ | Aviron Bayonnais | 37 : 20 | Petrarca Rugby Padova | Stade Jean-Dauger, Bayonne Zuschauer: 6.000 |
| 9. November 2007 19:30 MEZ | Bericht          |         |                       | Stade Jean-Dauger, Bayonne Zuschauer: 6.000 |

| 17. November 2007 15:00 MEZ | Petrarca Rugby Padova | 14 : 53 | Sale Sharks | Stadio Plebiscito, Padua Zuschauer: 2.850 |
| 17. November 2007 15:00 MEZ | Bericht               |         |             | Stadio Plebiscito, Padua Zuschauer: 2.850 |

| 17. November 2007 20:45 MEZ | Montpellier Hérault Rugby | 18 : 12 | Aviron Bayonnais | Stade Yves-du-Manoir, Montpellier Zuschauer: 5.000 |
| 17. November 2007 20:45 MEZ | Bericht                   |         |                  | Stade Yves-du-Manoir, Montpellier Zuschauer: 5.000 |

| 8. Dezember 2007 15:00 MEZ | Petrarca Rugby Padova | 13 : 19 | Montpellier Hérault Rugby | Stadio Plebiscito, Padua Zuschauer: 1.000 |
| 8. Dezember 2007 15:00 MEZ | Bericht               |         |                           | Stadio Plebiscito, Padua Zuschauer: 1.000 |

| 8. Dezember 2007 20:45 MEZ | Aviron Bayonnais | 12 : 51 | Sale Sharks | Stade Jean-Dauger, Bayonne Zuschauer: 8.000 |
| 8. Dezember 2007 20:45 MEZ | Bericht          |         |             | Stade Jean-Dauger, Bayonne Zuschauer: 8.000 |

| 13. Dezember 2007 19:45 WEZ | Sale Sharks | 32 : 10 | Aviron Bayonnais | Edgeley Park, Stockport Zuschauer: 7.285 |
| 13. Dezember 2007 19:45 WEZ | Bericht     |         |                  | Edgeley Park, Stockport Zuschauer: 7.285 |

| 14. Dezember 2007 19:30 MEZ | Montpellier Hérault Rugby | 31 : 3 | Petrarca Rugby Padova | Stade Yves-du-Manoir, Montpellier Zuschauer: 4.200 |
| 14. Dezember 2007 19:30 MEZ | Bericht                   |        |                       | Stade Yves-du-Manoir, Montpellier Zuschauer: 4.200 |

| 11. Januar 2008 19:45 WEZ | Sale Sharks | 45 : 6 | Petrarca Rugby Padova | Edgeley Park, Stockport Zuschauer: 6.708 |
| 11. Januar 2008 19:45 WEZ | Bericht     |        |                       | Edgeley Park, Stockport Zuschauer: 6.708 |

| 12. Januar 2008 20:45 MEZ | Aviron Bayonnais | 24 : 26 | Montpellier Hérault Rugby | Stade Jean-Dauger, Bayonne Zuschauer: 4.000 |
| 12. Januar 2008 20:45 MEZ | Bericht          |         |                           | Stade Jean-Dauger, Bayonne Zuschauer: 4.000 |

| 19. Januar 2008 15:00 MEZ | Petrarca Rugby Padova | 17 : 5 | Aviron Bayonnais | Stadio Plebiscito, Padua Zuschauer: 900 |
| 19. Januar 2008 15:00 MEZ | Bericht               |        |                  | Stadio Plebiscito, Padua Zuschauer: 900 |

| 19. Januar 2008 20:45 MEZ | Montpellier Hérault Rugby | 14 : 14 | Sale Sharks | Stade Yves-du-Manoir, Montpellier Zuschauer: 12.250 |
| 19. Januar 2008 20:45 MEZ | Bericht                   |         |             | Stade Yves-du-Manoir, Montpellier Zuschauer: 12.250 |

### Gruppe 5
|    | Team              | Spiele | Siege | Unent. | Ndlg. | Spiel- punkte | Diff. | Bonus- punkte | Tabellen- punkte |
| -- | ----------------- | ------ | ----- | ------ | ----- | ------------- | ----- | ------------- | ---------------- |
| 1. | Castres Olympique | 6      | 5     | 0      | 1     | 160:105       | + 55  | 1             | 21               |
| 2. | Leeds Carnegie    | 6      | 4     | 0      | 2     | 157:101       | + 56  | 3             | 19               |
| 3. | Rugby Calvisano   | 6      | 2     | 0      | 4     | 123:200       | − 77  | 1             | 9                |
| 4. | US Dax            | 6      | 1     | 0      | 5     | 109:143       | − 34  | 4             | 8                |

| 9. November 2007 20:00 WEZ | Leeds Carnegie | 35 : 18 | Castres Olympique | Headingley Stadium, Leeds Zuschauer: 2.138 |
| 9. November 2007 20:00 WEZ | Bericht        |         |                   | Headingley Stadium, Leeds Zuschauer: 2.138 |

| 11. November 2007 15:00 MEZ | Rugby Calvisano | 54 : 19 | US Dax | Stadio San Michele, Calvisano Zuschauer: 1.600 |
| 11. November 2007 15:00 MEZ | Bericht         |         |        | Stadio San Michele, Calvisano Zuschauer: 1.600 |

| 16. November 2007 20:00 MEZ | US Dax  | 20 : 23 | Leeds Carnegie | Stade Maurice-Boyau, Dax Zuschauer: 4.000 |
| 16. November 2007 20:00 MEZ | Bericht |         |                | Stade Maurice-Boyau, Dax Zuschauer: 4.000 |

| 17. November 2007 18:00 MEZ | Castres Olympique | 61 : 28 | Rugby Calvisano | Stade Pierre-Antoine, Castres Zuschauer: 6.000 |
| 17. November 2007 18:00 MEZ | Bericht           |         |                 | Stade Pierre-Antoine, Castres Zuschauer: 6.000 |

| 8. Dezember 2007 16:00 MEZ | Castres Olympique | 25 : 15 | US Dax | Stade Pierre-Antoine, Castres Zuschauer: 5.400 |
| 8. Dezember 2007 16:00 MEZ | Bericht           |         |        | Stade Pierre-Antoine, Castres Zuschauer: 5.400 |

| 9. Dezember 2007 15:00 WEZ | Leeds Carnegie | 45 : 5 | Rugby Calvisano | Headingley Stadium, Leeds Zuschauer: 2.107 |
| 9. Dezember 2007 15:00 WEZ | Bericht        |        |                 | Headingley Stadium, Leeds Zuschauer: 2.107 |

| 15. Dezember 2007 20:45 MEZ | US Dax  | 15 : 16 | Castres Olympique | Stade Maurice-Boyau, Dax Zuschauer: 3.500 |
| 15. Dezember 2007 20:45 MEZ | Bericht |         |                   | Stade Maurice-Boyau, Dax Zuschauer: 3.500 |

| 16. Dezember 2007 15:00 MEZ | Rugby Calvisano | 27 : 26 | Leeds Carnegie | Stadio San Michele, Calvisano Zuschauer: 1.500 |
| 16. Dezember 2007 15:00 MEZ | Bericht         |         |                | Stadio San Michele, Calvisano Zuschauer: 1.500 |

| 11. Januar 2008 20:00 WEZ | Leeds Carnegie | 25 : 18 | US Dax | Headingley Stadium, Leeds Zuschauer: 2.011 |
| 11. Januar 2008 20:00 WEZ | Bericht        |         |        | Headingley Stadium, Leeds Zuschauer: 2.011 |

| 12. Januar 2008 15:00 MEZ | Rugby Calvisano | 9 : 27 | Castres Olympique | Stadio San Michele, Calvisano Zuschauer: 1.500 |
| 12. Januar 2008 15:00 MEZ | Bericht         |        |                   | Stadio San Michele, Calvisano Zuschauer: 1.500 |

| 17. Januar 2008 20:45 MEZ | Castres Olympique | 13 : 3 | Leeds Carnegie | Stade Pierre-Antoine, Castres Zuschauer: 6.800 |
| 17. Januar 2008 20:45 MEZ | Bericht           |        |                | Stade Pierre-Antoine, Castres Zuschauer: 6.800 |

| 18. Januar 2008 19:00 MEZ | US Dax  | 22 : 0 | Rugby Calvisano | Stade Maurice-Boyau, Dax Zuschauer: 2.000 |
| 18. Januar 2008 19:00 MEZ | Bericht |        |                 | Stade Maurice-Boyau, Dax Zuschauer: 2.000 |

## K.-o.-Runde

### Setzliste
Nach der Gruppenphase trafen die fünf Gruppensieger sowie die drei besten Zweitplatzierten aufeinander.
1. Worcester Warriors
2. Bath Rugby
3. Sale Sharks
4. Newcastle Falcons
5. Castres Olympique
6. CA Brive
7. Leeds Carnegie
8. Montpellier Hérault Rugby

### Viertelfinale
| 4. April 2008 19:30 WESZ | Sale Sharks | 49 : 24         | CA Brive                                                                                                | Edgeley Park, Stockport Zuschauer: 6.192 Schiedsrichter: Tim Hayes (Wales) |
| 4. April 2008 19:30 WESZ | Versuche: Chabal 9. erh. Lee Thomas 15. erh. Fernández Lobbe 48. erh., 54. erh. Cliff 64. erh. McAlister 71. n.erh. Erhöhungen: McAlister (5/6) Straftritte: McAlister 2., 13., 31. | (21:12) Bericht | Versuche: Sid 28. erh. Liebenberg 40. n.erh., 79. erh. Bonrepaux 58. n.erh. Erhöhungen: Petitjean (2/4) | Edgeley Park, Stockport Zuschauer: 6.192 Schiedsrichter: Tim Hayes (Wales) |

| 5. April 2008 14:15 WESZ | Bath Rugby | 57 : 5         | Leeds Carnegie                 | Recreation Ground, Bath Zuschauer: 7.569 Schiedsrichter: Romain Poite (Frankreich) |
| 5. April 2008 14:15 WESZ | Versuche: Banahan 18. erh., 56. n.erh., 77. erh. Abendanon 26. erh. Higgins 41. erh. Barkley 46. erh. Fa’amatuainu 62. erh. Browne 70. erh. Erhöhungen: Barkley (7/8) Straftritte: Barkley 1. | (17:5) Bericht | Versuche: Vickerman 29. n.erh. | Recreation Ground, Bath Zuschauer: 7.569 Schiedsrichter: Romain Poite (Frankreich) |

| 5. April 2008 15:00 WESZ | Worcester Warriors | 36 : 26         | Montpellier Hérault Rugby                                                                                               | Sixways Stadium, Worcester Zuschauer: 5.210 Schiedsrichter: George Clancy (Irland) |
| 5. April 2008 15:00 WESZ | Versuche: Benjamin 4. erh. Gear 20. erh., 36. erh. Tuitupou 27. n.erh. Gillies 39. erh. Erhöhungen: Drahm (4/5) Straftritte: Drahm 72. | (33:12) Bericht | Versuche: Ouedraogo 6. erh. Stoica 31. n.erh. Rofes 61. erh. Britz 68. erh. Erhöhungen: Todeschini (1/1) Lespinas (2/3) | Sixways Stadium, Worcester Zuschauer: 5.210 Schiedsrichter: George Clancy (Irland) |

| 5. April 2008 20:00 WESZ | Newcastle Falcons | 40 : 13         | Castres Olympique                                                              | Kingston Park, Newcastle upon Tyne Zuschauer: 6.005 Schiedsrichter: Peter Allan (Schottland) |
| 5. April 2008 20:00 WESZ | Versuche: Rudd 6. n.erh. Hayman 45. erh. Dillon 53. n.erh. Grindal 61. erh. Wilson 73. erh. Erhöhungen: Wilkinson (4/5) Straftritte: Wilkinson 13., 40. Dropgoals: Wilkinson 28. | (14:13) Bericht | Versuche: Tekori 11. erh. Erhöhungen: Teulet (1/1) Straftritte: Teulet 5., 24. | Kingston Park, Newcastle upon Tyne Zuschauer: 6.005 Schiedsrichter: Peter Allan (Schottland) |

### Halbfinale
| 25. April 2008 20:00 WESZ | Worcester Warriors                                                                                                | 31 : 16        | Newcastle Falcons                                                                                       | Sixways Stadium, Worcester Zuschauer: 6.795 Schiedsrichter: Peter Allan (Schottland) |
| 25. April 2008 20:00 WESZ | Versuche: Garvey 9. erh. Tuitupou 22. erh., 76. erh. Wood 72. erh. Erhöhungen: Drahm (4/4) Straftritte: Drahm 42. | (14:6) Bericht | Versuche: Wilson 78. erh. Erhöhungen: Wilkinson (1/1) Straftritte: Wilkinson 39., 48. Dropgoals: May 7. | Sixways Stadium, Worcester Zuschauer: 6.795 Schiedsrichter: Peter Allan (Schottland) |

| 26. April 2008 12:30 WESZ | Bath Rugby | 36 : 14         | Sale Sharks                                                                             | Recreation Ground, Bath Zuschauer: 8.216 Schiedsrichter: Christophe Berdos (Frankreich) |
| 26. April 2008 12:30 WESZ | Versuche: Claassens 4. erh. Lipman 10. erh. Grewcock 23. erh. Higgins 58. erh. Banahan 66. n.erh. Erhöhungen: Barkley (4/5) Straftritte: Barkley 8. | (24:14) Bericht | Versuche: Mayor 17. n.erh. Straftritte: Hodgson 14. McAlister 20. Dropgoals: Hodgson 3. | Recreation Ground, Bath Zuschauer: 8.216 Schiedsrichter: Christophe Berdos (Frankreich) |

### Finale
| 25. Mai 2008 12:00 WESZ | Bath Rugby | 24 : 16        | Worcester Warriors                                                                     | Kingsholm Stadium, Gloucester Zuschauer: 16.157 Schiedsrichter: Christophe Berdos (Frankreich) |
| 25. Mai 2008 12:00 WESZ | Versuche: Fa’amatuainu 31. erh. Abendanon 35. n.erh. Erhöhungen: Barkley (1/2) Straftritte: Barkley 15., 53. James 75. Dropgoals: Barkley 67. | (15:6) Bericht | Versuche: Delport 79. erh. Erhöhungen: Carlisle (1/1) Straftritte: Drahm 23., 39., 45. | Kingsholm Stadium, Gloucester Zuschauer: 16.157 Schiedsrichter: Christophe Berdos (Frankreich) |